# Законодательное собрание Онтарио
Законодательное собрание Онтарио (также известно как «Парламент Онтарио») — законодательный орган канадской провинции Онтарио. Второй по величине провинциальный законодательный орган Канады по количеству членов. Собрания проходят в здании законодательного собрания на территории парка Куинс в столице провинции — Торонто.
Законодательное собрание существует с 1867, когда Закон о Британской Северной Америке 1867 года разделил провинцию Канада на две новые провинции: Онтарио и Квебек. В разделе 69 Акта о Британской Северной Америке было оговорено, что «необходимо создать законодательный орган Онтарио, который бы состоял из лейтенант-губернатора и одной палаты, и назывался „Законодательным собранием Онтарио“». Законодательное собрание состоит из одной палаты, имеет 124 места. Депутаты избираются от округов по мажоритарной системе.